# Christophe Kinet
Christophe Kinet est un footballeur puis entraineur belge né le 31 décembre 1974 à Huy (Belgique).

## Biographie
Christophe Kinet se signala par sa prestation extraordinaire en finale de Coupe de Belgique 1997 où il porta le club d'Ekeren vers la victoire. 

## Palmarès
- Vainqueur de la Coupe de Belgique en 1997 avec le Germinal Ekeren
- Champion de 2nd Division en 2001 avec Millwall
- Champion de Division 3 en 2008 avec le RFC Liège
- Champion de Division 2 en 2003 avec le FC Brussels
- Champion de Division 2 en 2005 avec le Sparta Rotterdam